# Pazar, Rize
Pazar là một huyện thuộc tỉnh Rize, Thổ Nhĩ Kỳ. Huyện có diện tích 110 km² và dân số thời điểm năm 2007 là 30764 người, mật độ 280 người/km².